# Mosaico de selva y sabana

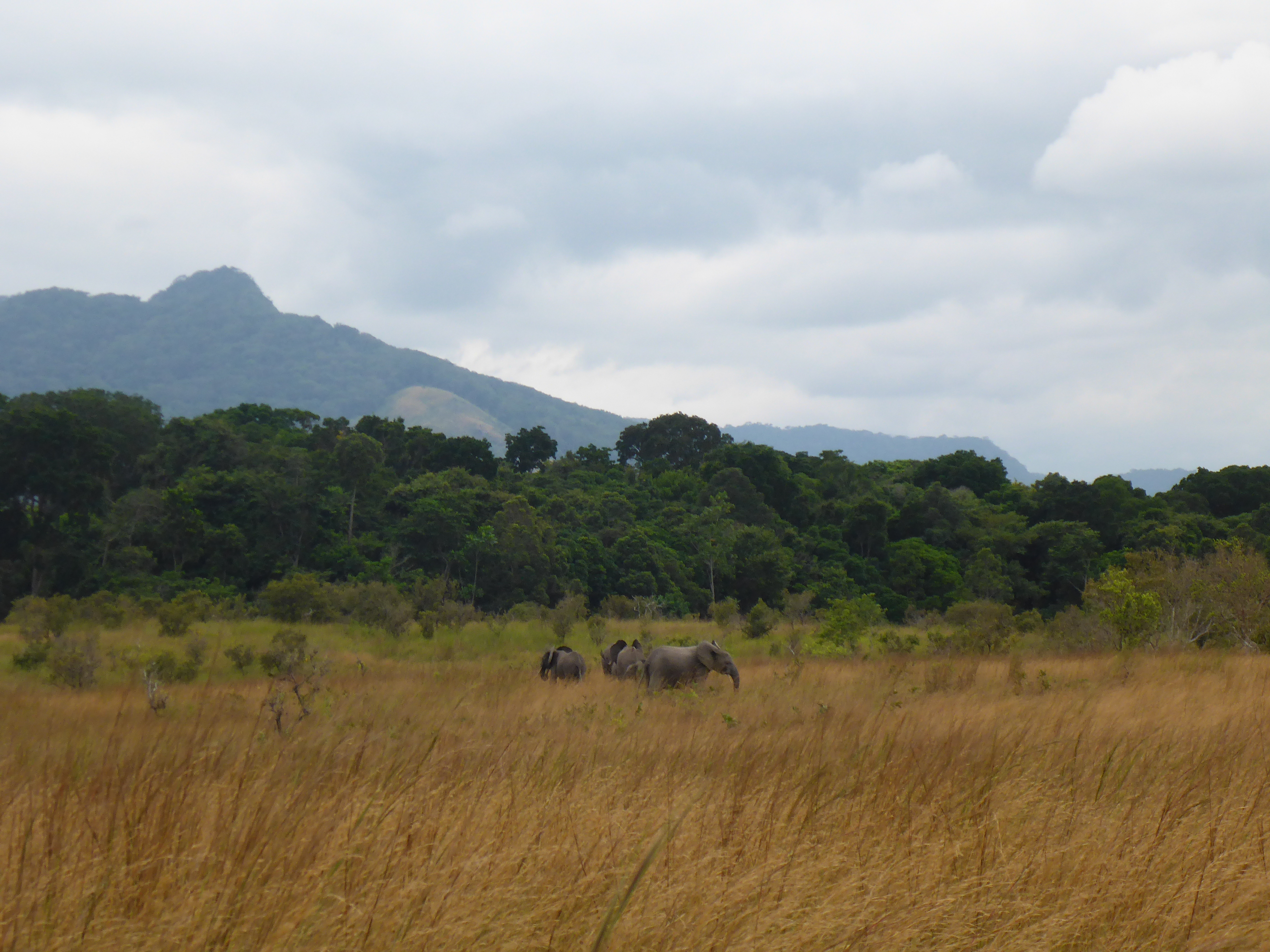
Elefantes en la sabana del Parque Nacional de Lopé.

Los mosaicos de selva y sabana son ecotonos transicionales entre el bosque húmedo tropical de África ecuatorial y las sabanas más secas y sabanas arboladas abiertas al norte y al sur del cinturón forestal. El mosaico de selva-sabana consiste en bosques más secos, a menudo bosques en galería, intercalados con sabanas y praderas abiertas.

## Ecorregiones
El Fondo Mundial para la Naturaleza (WWF) reconoce distintas ecorregiones de mosaicos de selva-sabana:
- El mosaico de selva y sabana de Guinea es la transición entre la selva húmeda guineana y la selva de tierras bajas guineana de África Occidental y la sabana sudanesa occidental. La ecorregión se extiende desde Senegal en el oeste hasta las tierras altas de Camerún en el este. El corredor Togo-Dahomey es una región de Togo y Benín donde el mosaico de selva-sabana se extiende hasta la costa, separando las selvas de zonas altas (selva húmeda guineana) de la gran franja de selva de tierras bajas guineanas (que incluye muchas otras ecorregiones).[1]
- El mosaico de selva y sabana del norte del Congo se encuentra entre la selva del Congo de África Central y la sabana sudanesa oriental. Se extiende desde las tierras altas de Camerún en el oeste hasta el Rift de África Oriental (una parte del Gran Valle del Rift) en el este, que abarca porciones de Camerún, República Centroafricana, República Democrática del Congo y del suroccidente de Sudán.[2]
- El mosaico de selva y sabana del oeste del Congo se encuentra al sudoeste del cinturón forestal congoleño, cubriendo porciones meridionales de Gabón, del suroeste de la República del Congo, del oeste de la República Democrática del Congo y del noroeste de Angola.[3]
- El mosaico de selva y sabana del sur del Congo se encuentra al este del mosaico de selva y sabana del oeste del Congo en la República Democrática del Congo, separando los bosques del Congo al norte del Miombo al sur.[4]
- El mosaico de selva y sabana de la cuenca del Lago Victoria se encuentra al este y norte del lago Victoria en África Oriental y está rodeado por el oeste por los bosques montanos del Gran Valle del Rift. La ecorregión cubre gran parte de Uganda, extendiéndose a partes del oriente de Kenia, del noroccidente de Tanzania, y del oriente de Ruanda.